# エクサクタ

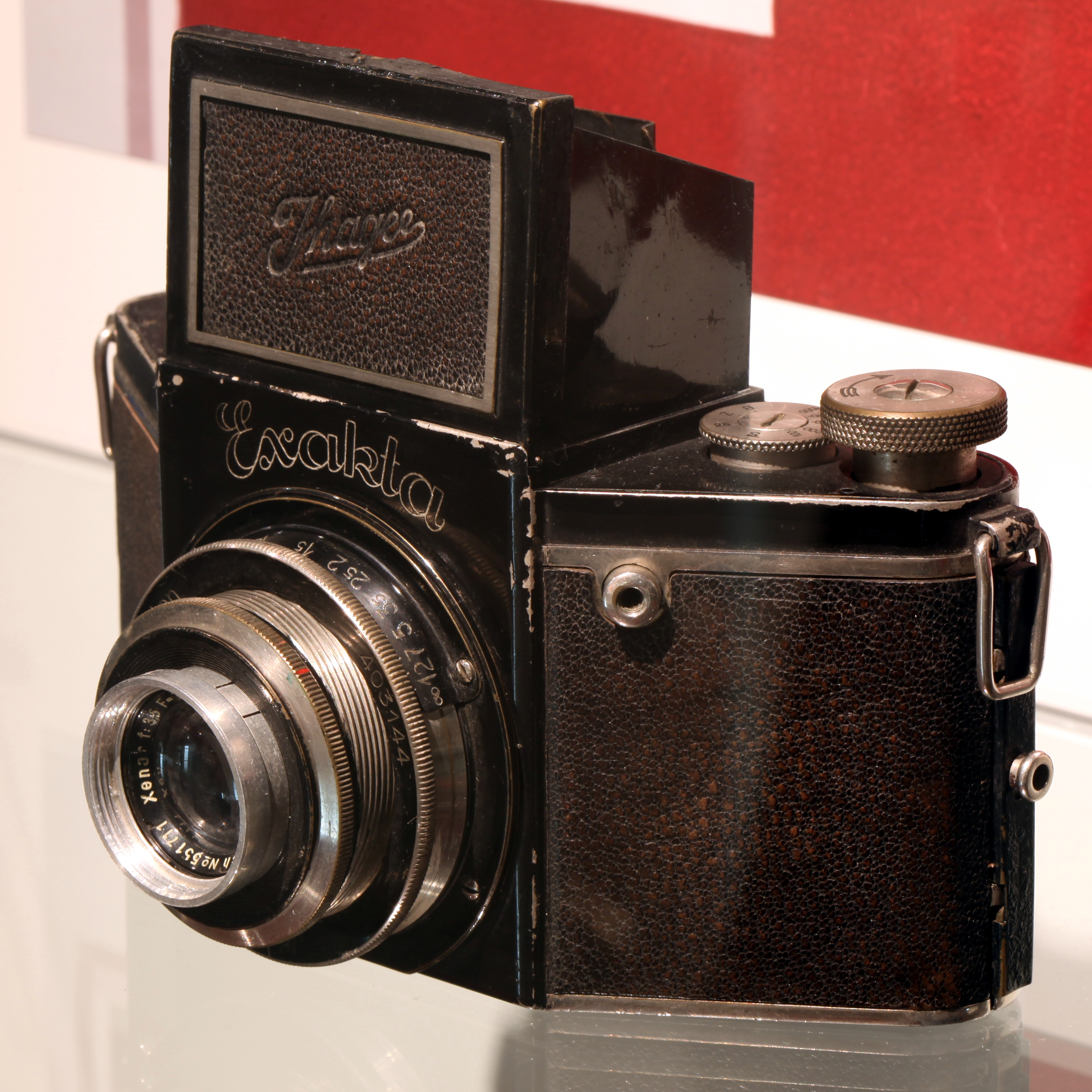
スタンダード・エキザクタ

エキザクタ (Exakta) は、ドイツのカメラメーカー、イハゲーが一眼レフカメラに使ったブランド。イハゲーは外国（オランダ）資本であったため、第二次世界大戦後の東ドイツ時代にあってもVEB（人民所有公社）に再編されることはなかったが、1970年に国策によりVEBペンタコン・ドレスデンに吸収され、その後はペンタコンが設計開発生産を行った。
本項では、普及機であるエクサ (Exa) 、イハゲー・ウエストのエキザクタ・レアル（Exakta real）等についても併せて解説する。

## 表記について
戦前から「エキザクター」や「エキザクタ」の表記が使用されてきたが、ドイツ語の発音では「エクサクタ」、英語やフランス語では「エグザクタ」となることから、「エキザクタ」の表記をこれらの表記に改めるべきではないかとの意見もあるが、現在ではこれら複数の表記が混在して使用されている。

## 120フィルム使用カメラ
- エキザクタ6×6（1938年[2]または1939年発売） - 6×6cm判。設計責任者はヴィリー・トイブナー（Willy Teubner）。自動巻き止め。まもなく第二次世界大戦が勃発したため生産台数は1200台程度と少ない。
- エキザクタ6×6II（1950年発売） - 6×6cm判。角型になっている。非常に故障しやすい[2]。
- エキザクタ66 - 1984年のフォトキナに出品され、「東ドイツと西ドイツの協力により生まれた」として話題になった[3]。6×6cm判。レンズマウントはペンタコン6と共通。
- エキザクタ66II - 6×6cm判。
- エキザクタ66III - 6×6cm判。

## 127フィルム使用カメラ
- スタンダード・エキザクタ（Standard-Exakta 、1933年発表[2][4][5]、1933年発売[6]） - 4×6.5cm判。設計責任者はカール・ニュヒターライン（Karl Nüchterlein）。最初のエキザクタブランド製品で、後に135フィルム（35mmフィルム）用の「キネ・エキザクタ」へと発展した。世界初の金属製小型一眼レフカメラ[7]。英語圏ではヴェスト・ポケット・コダックと同じフィルムを使用することからヴェストポケットエキザクタ（Vest Pocket Exakta ）と通称されている。φ39mmねじ込みマウント[5]。フィルムの装填は赤窓式。レバー巻き上げでシャッターチャージやミラーチャージを行なえる初めての一眼レフカメラであった。またシンクロ接点を内蔵した最初の量産カメラとしても知られている。1934年にはフィルム巻き上げがトップレバー式に改良された[4]。

## 135フィルム使用カメラ
レンズマウントはφ38.2mm三本爪バヨネット式右回り1/4回転のエキザクタマウントで、事実上の世界統一規格の一つとなり、多数のメーカーがレンズ製品を製造した。カメラ製品でも東京光学機械（現トプコン）がトプコンRシリーズに、マミヤ光機がマミヤプリズマットシリーズの一部に採用した。

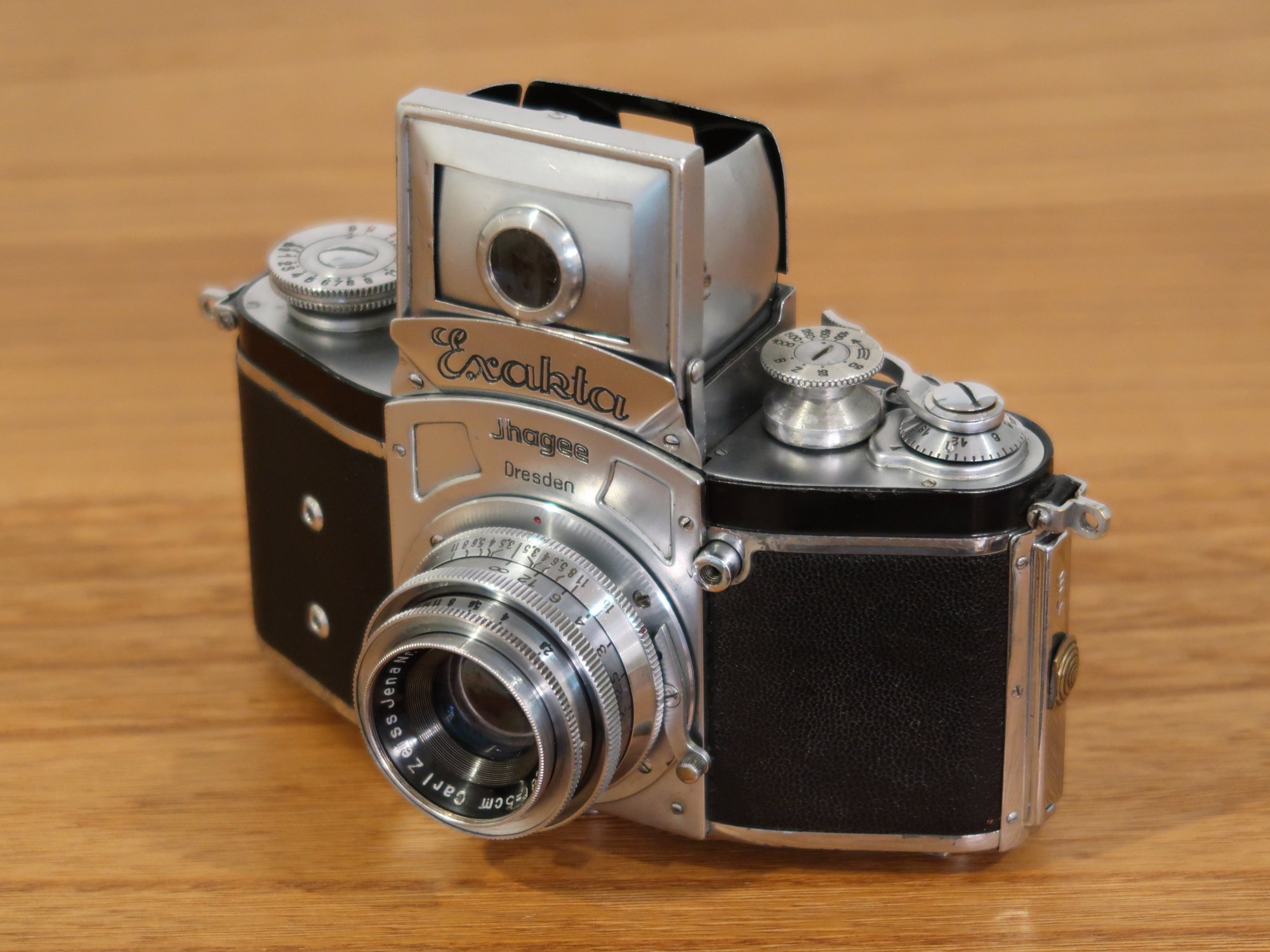
初代キネ・エクサクタ（1936年）

### キネ・エキザクタ・シリーズ
- キネ・エキザクタ（Kine-Exakta 、1936年[5]発表[8]、1936年[6][2]4月[9]発売[注釈 1]） - 24×36mm判。設計責任者はカール・ニュヒターライン（Karl Nüchterlein）。世界初の量産型35mm一眼レフカメラとされる。キネ・エキザクタのキネ（ドイツ語: Kine , 「映画」の意）とは使用する135フィルムが映画用35mm規格だったことに由来する。日本では「キネエキ」と通称された。当時は非常に高価で「値段は聞かぬが花」と言われた。ファインダーはウェストレベルファインダー固定[8]。初期型の円形ファインダールーペは周辺部の視界が悪かったため、1937年型（1936年12月製造開始）から角形のルーペに変更された。円形ルーペのものは製造期間の短さ（1936年4月から11月までの８か月間）から製造台数が1400台[10]と少なかったことに加えて、イハゲーが円形ルーペを角形ルーペに改造するサービスを無償で提供したことから、かなりの台数が角形に改造されたと考えられており、現存する円形ルーペのものは希少で蒐集の対象となっている。フィルム巻き上げはレバー式で左手で約300度巻き上げる[5]。シャッターレリーズボタンも左手で押すため「設計者が左利きだった」という俗説があるが、佐貫亦男は「スローシャッターとセルフタイマーを兼ねるガバナーが強く、右手でないと巻けないから」と推測しており[11]、高島鎮雄は「顕微鏡撮影でやりやすいから」という説等を紹介している[1]。シャッターは布幕フォーカルプレーン式で高速側シャッターダイヤルが左手側にありB、Z、1/25-1/1000秒[8][5]、高速ダイヤルをBかZに設定した場合、右手側にあってセルフタイマーとガバナーを兼用しているスローシャッターダイヤル設定にて1/10-12秒[5]。第二次大戦戦後も設計を変えて東ドイツで生産されたが、英米輸出用はドイツに対する反感を考慮しドイツ語を感じさせないようスペルが"Exacta"になっている[5]。
  - 第1の改良型（1936年12月発売） - レフレックスファインダーの補助ルーペが長方形になった[9]。

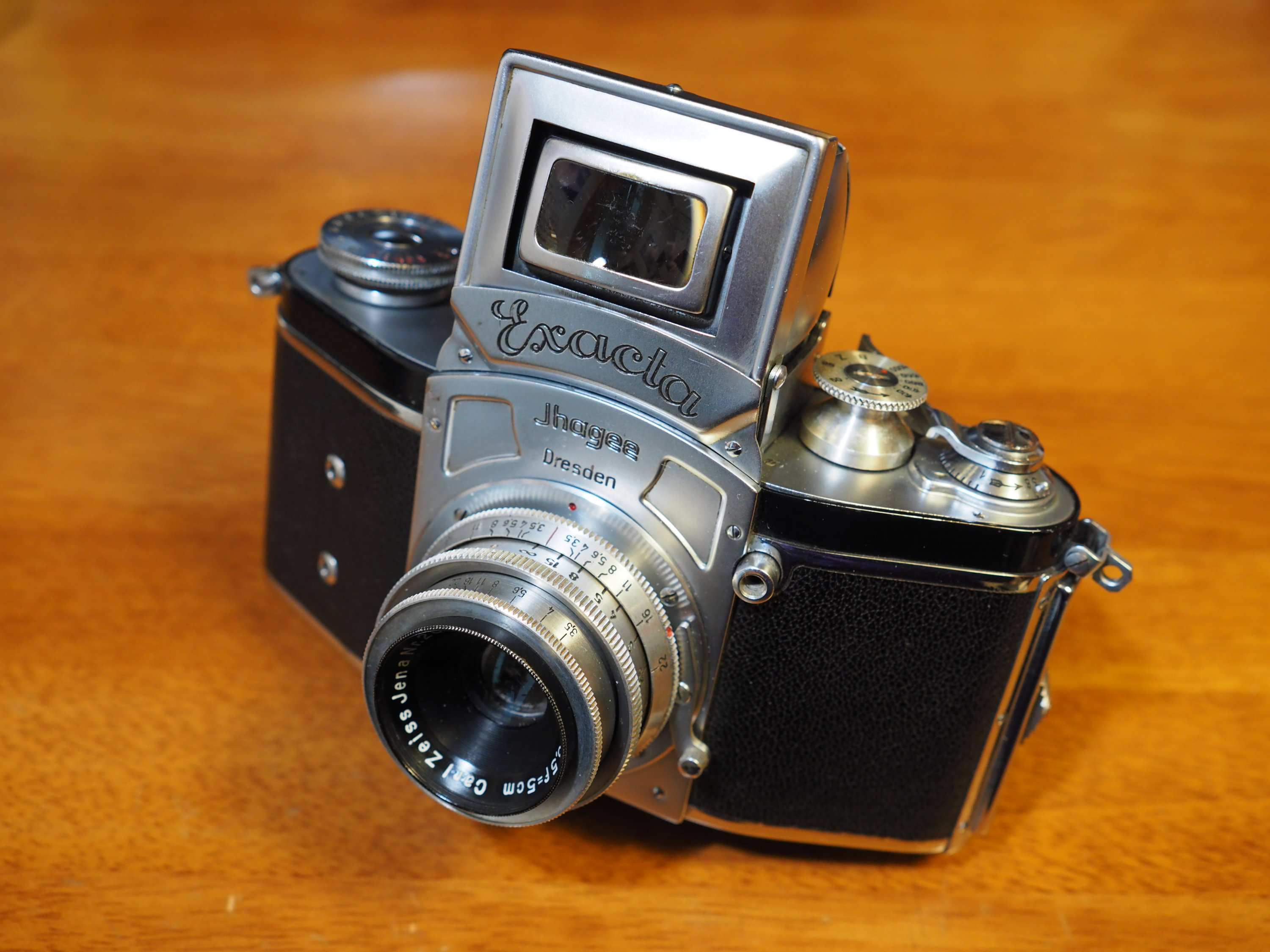
仏葡米輸出用にネームプレートのスペルが「Exacta」とされたキネ・エクサクタ(1937年)。ルーペが長方形で、シンクロターミナル上部にネジ穴がない。

  - 仏葡米輸出用にネームプレートのスペルが「Exacta」とされたキネ・エクサクタ(1937年)。ルーペが長方形で、シンクロターミナル上部にネジ穴がない。フランス・ポルトガル・アメリカ向け輸出モデル（1937年発売） - 第1の改良型のネームプレートのスペルが「Exacta」になっている。500台が製造された[12]。なお、第2の改良型や第３の改良型についても「Exacta」のネームプレートが確認されている[13]。
  - 第2の改良型（1938年発売） - シンクロターミナル上部にロック用ネジ穴が追加された[12]。
  - 第3の改良型（1940年発売） - ウエストレベルファインダーの飾り枠が変更され、背面の「Ihagee」のロゴが省略された[12]。
  - 第4の改良型（1945年発売） - 設計責任者はオットー・ヘルフリート（Otto Helfried）。従軍していたニュヒターラインが「作戦行動中行方不明」となったため設計責任者が交替し、それに伴い、従来のモデルから機構上の設計変更が行われている。外観上の特徴としては、ボディーの飾り枠にクロムメッキが施されておらず、スローシャッターの1/10速が1/5速に変更され、スローシャッター調整ノブの縁の溝がなくなり、アイレットが固定された[14]。
  - 戦争賠償モデル（1946年発売） - 第4の改良型のネームプレートが「Exacta」になっている[14]。
- キネ・エキザクタTTL露出計付き（1948年発売） - ファインダーマット面にセレン光電池の受光体が置かれていたほか、露出計が内蔵され軍艦部にその表示窓があった。また小型ペンタプリズム付き固定式ファインダーと視野全体を見るためのビューファインダーが装備された。レンズは固定式で交換できなかった[15]。
- エキザクタ・ディアマント（1948年試作[14]） - レフレックス像を正像で見るためのミラーシステムを装備したほか、シンクロターミナルがない。ファインダー部が独特の蒲鉾型になり、フロントプレートに「Jhagee Dresden」の刻印がない[14]。発売はされなかった。
- キネ・エキザクタII（1949年発売） - 設計責任者はヴィリー・トイブナー（Willy Teubner）。ファインダーフードの前面にカバーが着き、スペルが"Exakta"に戻った[5]。フロントプレートが一体構造となり、「Exakta II Jhagee Dresden」と刻印されていたほか、補助ルーペ用の蓋が追加された[15]。
  - II固定プリズム付き（1949年発売） - ペンタプリズムファインダーが内蔵された[16]。
  - II第1の改良型（1949年発売） - シンクロターミナル上部のロック用ネジ穴がなくなり、フロントプレートの縁に丸みがつけられた[16]。

### エキザクタ・ヴァレックス・シリーズ

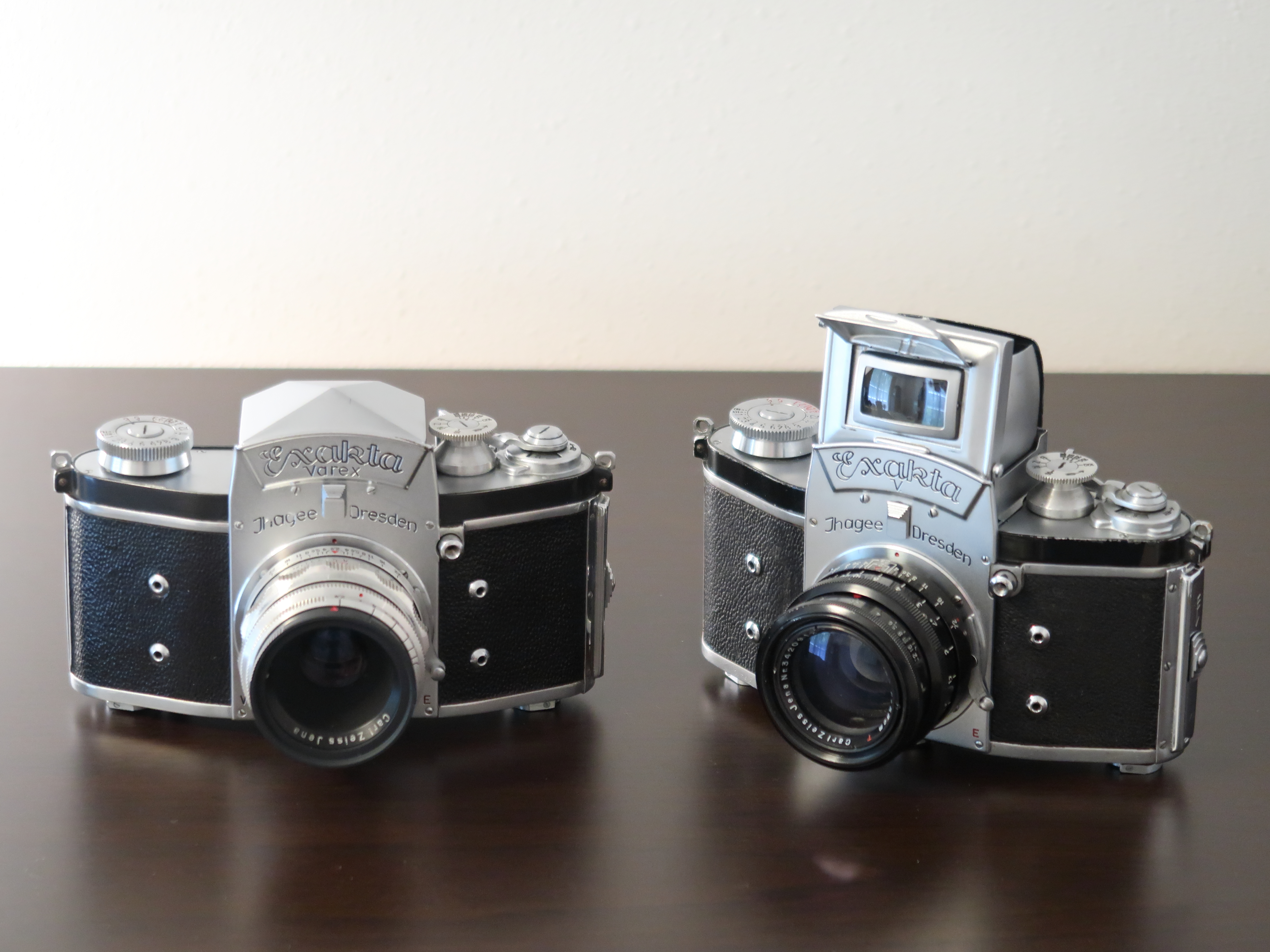
エクサクタ・ヴァレックス（左）と商品名に「Varex」が使えず「V.」となっているアメリカ向けのエクサクタＶ．（右）

- エキザクタ・ヴァレックス（Exakta Varex 、1950年発売[17]）/ - 設計責任者はヴィリー・トイブナー（Willy Teubner）[18]。世界初のファインダー交換式35mm一眼レフカメラ[19]。ペンタプリズムファインダーが用意され、フロントプレートのスライド式レバーを操作して交換する[19]。
  - 第1の改良型（1950年11月発売） - フィルムガイドレールがダイキャストボディーと一体化された[19]。
  - エキザクタV（1950年発売） - アメリカ向け輸出モデルのエキザクタ・ヴァレックス及びその第1の改良型のバリエーション。商標権の問題でアメリカ国内では「Varex」の商品名が使用できなかったためプレートの刻印が「Exakta V.」となっている[19]。
  - 1951年モデル（1951年3月発売） - フィルムの装填法が巻き戻し不要のフィルムマガジン式になった。他にフィルムカウンターの表示が10進法となり、吊り金具がボディーに固定された。クロムメッキ処理が復活した[20]。
  - エキザクタVX（1951年6月発売） - 輸出用モデルはフロントプレートの刻印が「Exacta VX」になっている。裏蓋が取り外せる[20]。
  - ダブルシャッター付き（1951年発売） - 戦争で体が不自由になった人向けのモデルで、フロント上部右側のほかに右手でもシャッターがきれるよう下部左側にシャッターボタンが追加されており、約100台が生産された[21]。
  - 第1の改良型（1953年7月発売） - 長焦点レンズ用に外爪バヨネットが追加された[21]。
  - 可変式フラッシュシンクロ付き（1953年発売） - フラッシュシンクロ接点が一つしかない。またシンクロタイミングの調整が可能である[21]。
  - 第2の改良型（1955年6月発売） - シンクロ接点がクロムメッキされたPCシンクロターミナルになった[22]。
  - 第3の改良型（1956年5月発売） - フロントプレートの刻印が、当初は「Exakta Varex」だったのが、時が経つにつれて「Exakta Varex VX」または「Exacta VX」に変わった。Fシンクロの為の接点が追加された。作動音の小さくなスローシャッター機構が取り入れられ、ペンタプリズムカバーの二面が革仕上げになった[22]。
- エキザクタ・ヴァレックスIIa（1956年11月発売） - 設計責任者はリヒャルト・フンメル（Richard Hummel）[18]。第３の改良型とはフロントプレートの刻印が異なる以外同一。刻印は「Exakta VarexIIa」または「Exakta VXIIa」。一部に「Exakta IIa」がある[23]。
  - 第1の改良型（1957年11月発売） - 1/150秒のシャッタースピードが削除された。ビューファインダー付き露出計プリズムファインダーが付属品として追加された。フロントプレートの刻印が「Exakta VarexIIa」で統一された[23]。
  - 第2の改良型（1958年5月発売） - 第１の改良型とはレンズマウントの形状が異なる他は、フロントプレートの刻印が一部で異なっており、「VXIIa」また稀ではあるが単に「IIa」と刻まれた物があり、輸出向けモデル用の「Exakta VXIIa」が使われている物もある[23]
  - 1961年型（1960年9月発売） - フロントプレートの形状がそれまでの長矩形からシェイカーの様な形になった。ネームプレートが黒塗となったほか、プリズムファインダーカバーの3面が革仕上げとなった[24]。
  - エルビナスーパー（1960年試作のみ）- 西ドイツのイハゲー・カメラヴェルク・フランクフルト・アム・マイン（イハゲー・ウエスト）との商標権に関する争訟を回避するため、エキザクタ・ヴァレックスIIaの内部機構はほぼそのままに、外観を全く変更したモデルとして計画された。試作はされたが実際には生産されなかった[24]。
- エキザクタ・ヴァレックスIIb（1963年9月発売） - シャッターダイヤルが倍数系列となった。巻き戻しノブが折り畳み式巻き戻しクランク付きとなり、Mシンクロ接点がFPシンクロ接点となった。ファインダーロック機構が省略された。
- エキザクタ・ヴァレックスIIc（1967年試作のみ） - クイックリターンミラーが装備された。外見は「エキザクタ・ヴァレックスIIb」と同一でネームプレートの刻印のみ異なる[25]。

### エキザサクタ・VX1000/500シリーズ
- エキザクタVX1000（1967年8月発売） - 故障が多かった[5]がクイックリターンミラー機構が正式に採用された初めての機種である。ファインダーを固定するためのレバーが再導入された。全てのエキザクタ及びエキザクタ・ヴァレックスに使用できるTTL露出計付きファインダー「エクサマート」が導入された[26]。
- エキザクタVX500（1969年3月発売） - エキザクタVX1000からスローシャッター、T、1/1000秒、セルフタイマー、フィルムカッター、FPシンクロ接点を除いたモデル[5]。ネームプレートの「EXAKTA」は刻印ではなく印刷。軍艦部に「aus Dresden」の刻印が入れられている[27]。
  - 第1の改良型（1969年5月発売） - ネームプレートの表示が「EXAKTA VX500」となっている。軍艦部に「Jhagee Dresden」の刻印がある。輸出用モデルは「aus Dresden」となっている[27]。
  - 第2の改良型（1969年9月発売） - 1/40秒のフラッシュシンクロ装置が追加された[28]。
  - エルバフレックスVX500（1969年9月発売） - 「エキザクタVX500 第２の改良型」のバリエーション。ネームプレートに「ELBAFLEX VX500」の刻印があり、軍艦部に「aus Dresden」の刻印がある[28]。
- エルバフレックス（1969年6月発売） - エキザクタVX1000のバリエーション。ネームプレートに「ELBAFLEX」の刻印があり、軍艦部に「aus Dresden」の刻印がある[27]。
- VX1000（1969年6月発売） - 「VX1000」の刻印がフロントプレートでは無くネームプレートにあり、軍艦部に「aus Dresden」の刻印がある[26]。
- VX500（1969年9月発売） - ネームプレートに「VX500」とある[28]。

### エキザクタ・RTL1000シリーズ
イハゲー・カメラヴェルクの設計開発部門を吸収したVEB・ペンタコン・ドレスデンが、プラクチカLシリーズと並行して設計を行った。“金属幕フォーカルプレーンシャッター” “TTL露出計” “自動絞り付きレンズの為の内部機構” “現代的な外観”と言うプラクチカLシリーズの特徴が継承される予定だった。その一方でエキザクタシステムの為に譲歩されたのはエキザクタ・マウントの維持だけであり、生産もイハゲー・カメラヴェルクではなくペンタコン・ドレスデンで行われた。当時の広告や印刷物には製造場所が「オリジナル・エキザクタ・ドレスデン」と記載されていたが、これは西ベルリンのイハゲー・ウエストとの争訟がつづいていたからである。
- エキザクタRTL1000（1969年10月発売） - プラクチカLと並行する形でVEB・ペンタコン・ドレスデンにおいて設計開発生産されたので両者はよく似ているが、ペンタプリズムカバーやフロントプレートの形、及びレリーズボタンの形や位置などに違いがある。また、プラクチカLの上下カバーはプラスチックをクロムメッキしたものだが、このエキザクタは金属カバーである。マウントはエキザクタマウントだが、交換ファインダーは従来型と互換性はない。ネームプレートの刻印は「EXAKTA」になっている[30]。
  - 第1の改良型（1970年9月発売） - ネームプレートの刻印が「EXAKTA RTL1000」になっている[31]。
- RTL1000（1970年9月発売） - 輸出専用モデルで、“EXAKTA”の商標が西側で使えないためネームプレートの刻印が「RTL1000」になっている[31]。

### エクサ・シリーズ
高級機であるエキザクタ・ヴァレックスに対し、廉価な大衆普及機を作るというアイデアから産まれたカメラであり、その為高級なフォーカルプレーンシャッターが使えず、ミラーをシャッター替わりにしいる。他方ファインダー部が交換でき、またレンズマウントがエキザクタと同じなのでエキザクタマウントレンズが装着できるという利点を持っていた。

#### 第1世代
- エクサ・ヴァレックス（Exa Varex、1950年2月発売） - 設計責任者はヴィリー・トイブナー（Willy Teubner）[34]。エクサ第1世代の基本モデルで、エキザクタ・ヴァレックスの小さな兄弟という意味でこの名称が付された[34]。外観は似ているが、シンクロターミナルが二つ、レリーズボタンが軍艦部右側にあり、巻き上げノブ及び巻き戻しノブの形状が細い。全体に小ぶりなどの違いがある。シャッタースピードは1/25、1/50、1/100、1/250、そしてBのみ。ウェストレベルファインダーが閉まっている状態ではレリーズがロックされる。約40台しか製造されなかった[35]。
  - 第1の改良型（1950年3月発売） - VとE用それぞれのシンクロターミナルを示す刻印がフロントプレートに追加された。約100台しか製造されなかった[35]。
- エクサ（Exa 、1950年発売[17][33][注釈 2]） - ネームプレートの刻印が「Exa」のみで、従来から追加的に刻印されていた「Varex」がこのモデルから無くなった。エクサシリーズとしてはシャッタースピードの最高速1/250秒が搭載された最後のモデルであり、生産台数も約1100台程と少ない為、上記の先行モデル共々コレクターズアイテムとなっている[36]。
  - 第1の改良型（1951年8月発売） - エクサ・シリーズ最初のヒット商品であると共に、エクサのシステムが37年以上もマーケットで支持され続けるきっかけともなった。シャッタースピードの最高速が1/250秒から1/150秒に変更された[36]。
  - 第2の改良型（1952年2月発売） - フロントプレート上のシンクロ接点を区別するための刻印がVとEからMとXに変わった[37]。
  - 第3の改良型（1952年5月発売） - それまで黒かったレンズマウントがクロムメッキとなった。製造期間中に吊り金具が追加された[38]。
  - エクサ（18×24）（1952年末頃発売） - 第３の改良型のバリエーション。画面サイズが18×24mmで、それに合わせたファインダーマスクが搭載されていた[38]。
  - 第4の改良型（1953年9月発売） - シンクロ接点が現在の標準規格であるPCシンクロターミナルとなった[38]。
  - システム・エクサ（System Exa、1954年発売） - 国内需要の昂まりを受け、それを満たす必要からVEBラインメタル・ビュロマシンヴェルク・ズマダ（旧メルセデス・ビュロマシンヴェルク）でライセンス生産されたモデル。最もライセンス生産自体は目論見通りにいかず数ヶ月で終わってしまった。製造期間中に頻繁に細部の変更が行われた。フロントプレートに「Rheínmetall Sömmerda」の刻印、ネームプレートに「Exa System」の刻印が入れられている[39]。
  - 第5の改良型（1956年4月発売） - シンクロターミナルがクロムメッキされた金属製となった。パトローネ室にパトローネの出し入れをやりやすくする為に薄板が取り付けられている[40]。
  - 第6の改良型（1959年6月発売） - ネームプレートの「Exa」の刻印が浮き出るように見えるスタイルになっている。カメラがショックを受けた時に意図に反してシャッターが開かないようにする為のロック機構が追加された。またプリズムカバーに「Jhagee」の刻印が入れられている[40]。
- エクシ・オートマチク（1960年試作のみ） - 半自動露出付きモデルである。露出計はレンズと一体化され、絞りリングとボディの露出表示が連動している。露出時間は1/50秒に固定され、絞りリングの回転によって対応する計測位置に調整されるので、適正な絞りが得られた[41]。
- エクサ1961年モデル（1961年9月発売） - エクサ第１世代最後のモデルである。フロントプレートの形がこれまでの長矩形から正矩形に近くなり、これまでのようにペンタプリズム前面まで覆うのではなく、軍艦部前面までとなった。ネームプレートが黒色となり、入れられている「Exa」が刻印ではなく筆記体の印刷になった。ウェストレベルファインダーのカバーの開閉が容易になり、同時にフォーカシングスクリーンが交換可能となった[41]。

#### 第2世代
これまでのとは異なる新しいデザインのボディが導入された。フロントプレートがレンズ周りのみとなり、それまでの長矩形から猪口型になった。ネームプレートも扇形から長矩形になった。裏蓋が外せるようになり、軍艦部が厚くなった。
- エクサI1963モデル（Exa I、1963Model1962年9月発売） - エクサ1961年モデル同様に黒色のネームプレートに「EXA Ⅰ」と印刷されていた。シャッタースピードは1/30、1/60、1/125、1/175及びBのみ。巻き上げノブに手動式フィルムカウンターが組み込まれている。シンクロターミナルはPCターミナルが採用されている。ファインターのロックレバーが無い[42]。
  - エルビナI（ELBINA I、1962年試作のみ） - 西ドイツのイハゲー・カメラヴェルク・フランクフルトとの争訟問題から、全く新しいモデルを作る必要から試作された。とは言えエクサI1963モデルの外見を少し変え、ネームプレートの印刷を「ELBINA I」に変更しただけである。輸出専用だったが、正式に生産に入る前に争訟が落ち着いたため、試作のみで終わった[42]。
  - 第１の改良型（1963年12月発売） - フロントサイドに吊り金具が追加された[42]。
- エクサIa（Exa Ia、1964年8月発売） - シャッターダイヤルと巻き戻しクランクがこれまでより厚さが薄くなった。プリズムカバー全体が黒い革張りがされている。シャッターチャージ及びフィルム送りの為の巻き上げレバーが装備されている[43]。
  - 第１の改良型（1965年8月発売） - フィルムの種類や感度のメモ用指標リングが変更され、設定結果が窓部から確認できるようになった[43]。
  - エルバフレックス175（ELBAFLEX 175、1969年6月以降'70年12月まで断続的に生産された） - 第１の改良型の輸出専用モデルで、ネームプレートに「ELBAFLEX 175」と印刷されていた[43]。
  - エキザクタ100（EXAKTA 100、1969年6月以降'70年12月まで断続的に生産された） - 第１の改良型の輸出専用モデルで、ネームプレートに「EXAKTA 100」と印刷されていた[44]。
  - VX 100（VX 100、1969年6月以降'70年12月まで断続的に生産された） - 第１の改良型の輸出専用モデルで、ネームプレートに「VX 100」と印刷されていた[44]。
- エクサIb（Exa Ib、1977年6月発売） - レンズマウントがそれまでのエキザクタ・バヨネットマウントからプラクチカ・スクリューマウントに変更された。自動絞り機構が装備された。巻き戻しクランクが折り畳み式に変更された[44]。
  - 第１の改良型（1983年7月発売） - フロントプレートが黒いプラスチック製になった[45]。
  - 第２の改良型（1984年9月発売） - 軍艦部が黒いプラスチック製に[45]。
- エクサIc（Exa Ic1985年5月発売） - エクサIbに続きプラクチカ・スクリューマウントが採用された。裏蓋がプラスチック製になった[45]。

### エクサIIシリーズ
性能に大きな差があるエキザクタ・ヴァレックスとエクサの間を埋める為にできた機種である。設計責任者はギュンター・フィッシャー（Gunter Fischer）。1/2～1/250秒までのフォーカルプレーンシャッターを装備し、エキザクタ・ヴァレックスの全てのレンズが装着できた。しかし製造部門は工程が分散している事から生産に反対意見が多く、対して営業部門は新しい機種を待ち望む観点から生産に賛成していて、両者の溝が埋まらないまま生産が開始された。その後ボディや裏蓋をエクサと統一する事が決まり、合理化効果も現れてきた事で反対意見は小さくなっていった。
- エクサII（Exa II、1960年8月発売） - エクサIIシリースの原型機種。シャッタースピードは倍数系列の1/2～1/250秒までとBを持つゴム引き幕製フォーカルプレーンシャッターが装備され、固定式プリズムファインダーがスプリットイメージ式となった。他にセルフコッキング式のフィルム巻き上げレバーやタイム機能付きシャッターロック機能、プッシュ式フィルム巻き戻しボタン、PCシンクロターミナルが装備されていた。フラッシュシンクロ調整がシャッターダイヤル上のシンボルマークで行うようになっていた[47]。
- エクサIIa（Exa IIa、1963年5月発売） - ボディ、裏蓋、軍艦部、フロントプレートがエクサⅠと共通になり、この機種以降はそれが踏襲される。巻き戻しノブがクランク付きとなり、フォーカシングスクリーンがスプリットイメージ式となった。吊り金具がなくなった[47]。
  - エルビナII（ELBINA II、1963年発売） - エクサIIaの輸出専用モデル。ネームプレートに「ELBINA II」の刻印[47]。
  - 第１の改良型（1963年12月発売） - フロントサイドに吊り金具が復活した[48]。
- エクサマチック（EXAMTIC、1963年試作のみ） - 軍艦部の形状が変更され、ペンタプリズムの代わりに前面に露出計の受光部が付いていた。ファインダー内に露出計が表示され、レンズからカメラに機械的に絞り値を伝達する機構が備わっていた。アクセサリーシューがあり、フラッシュシンクロ接点はX、F両用だった[48]。
- エクサIIb（Exa IIb、1964年12月発売） - クイックリターンミラーが装備された他、シャッターが切れた後にファインダーに赤色の警告表示がでるようになった[48]。
- エクサ500（Exa 500、1967年発売[33][注釈 3]） - ペンタプリズムによるアイレベルファインダーは交換できない[33]。縦走り布幕シャッターで幕速が高速化され最高速が1/500秒となり、またフラッシュのシンクロが1/60秒と設定された[33][49]。ミラーがクイックリターン式となった[33][注釈 4]。フォーカシングスクリーンは中央がマイクロプリズム、その周囲が円形マット、外側がフルネルと言う構成になった[49]。
  - エキザクタ500（EXAKTA 500、1969年6月発売） - 輸出専用モデル。イハゲー・ウエスト（イハゲーの創業者ヨハン・スティーンベルヘンが第二次世界大戦後に西ドイツで設立したカメラメーカー）による訴訟の影響で西側への輸出モデルにエキザクタの名称が使用できなくなったために変更された。ネームプレートに「EXAKTA 500」の刻印がある[49]。
  - VX200（VX200、1969年9月発売） - エキザクタ500と同じくエクサ500の輸出専用モデルで、名称を変更した理由も同じ。黒のネームプレートに「VX 200」の印刷がある[49]。

交換レンズについては、M42マウントのエクサIb、エクサIcについてはM42マウントレンズの一覧を、それ以外の機種についてはエキザクタマウントレンズの一覧を参照のこと。

### アクセサリー
- ステレフレックス - ステレオ写真を撮影するオプション。焦点距離が50mmの撮影レンズ前面に取り付けるプリズムと、双眼ファインダーのセットで構成される。双眼ファインダーで覗くことにより撮影前にステレオ効果を確認することができる。また左右に板バネを備えた枠をファインダー部分の下端磨りガラス面に取り付け枠にステレオフライドを差し込むことでビューワーとしても使用できる[50]。
- スプリットイメージスクリーン（1953年発売） - カール・ツァイスが発売したもので、一眼レフカメラ用スクリーンにスプリットイメージを採用したのは世界でエキザクタが初めてである[5]。

## イハゲー・ウエストのエキザクタと日本製エキザクタ
イハゲーの創業者でオランダ人のヨハン・スティーンベルヘン（Johan Steenbergen）は、1943年、ナチスの迫害を逃れてドイツから一時亡命した。第二次大戦後、スティーンベルヘンは西ドイツに戻り、東ドイツで操業を続けていたイハゲーの経営権とエキザクタ等の商標や特許を取り戻すための行動を起こした。1959年11月、いわゆるイハゲー・ウエストをフランクフルト・アム・マインで立ち上げ、フランクフルト高等裁判所の判決によりエキザクタ等の商標権がスティーンベルヘンにあることを確認すると、拠点をミュンヘン、その後、西ベルリンへ移した。スティーンベルヘンは新型エキザクタの開発に着手し、デザインをフェラーリに委嘱、1963年のフォトキナで６種類のプロトタイプを発表、1966年にエキザクタ・レアル（Exakta real）を発売した。しかし、エキザクタ・レアルが商業的に成功することはなかった。エキザクタの製造に情熱を注いでいたスティーンベルヘンが1967年３月に歿すると、その後、イハゲー・ウエストが自らカメラを製造することはなく、日本のOEMメーカーのカメラをエキザクタブランドで販売した。また、1976年のイハゲー・ウエスト倒産後は、日本のカメラメーカーがエキザクタのブランド名を使用してカメラの製造・販売を行った。

### エキザクタ・レアルマウント

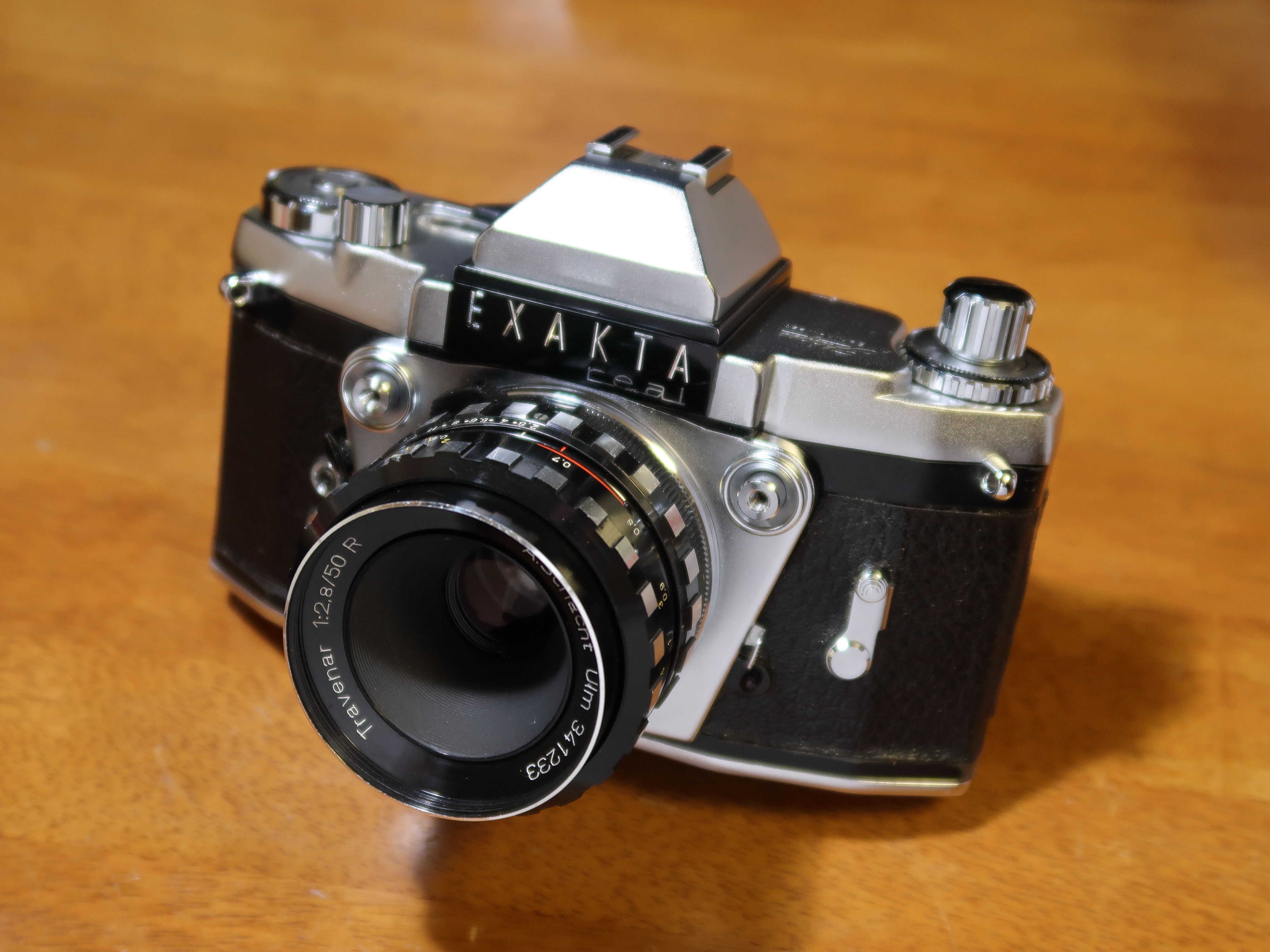
イハゲー・ウエスト（Ihagee West Berlin）から1966年に発売されたエクサクタ・レアル（EXAKTA real）

- イハゲー・ウエスト（Ihagee West Berlin）から1966年に発売されたエクサクタ・レアル（EXAKTA real）エキザクタ・レアル（Exakta Real 、1966年発売[54][55]）- 設計責任者はヘルムート・クナップ（Helmut Knapp）[53]。レンズマウントはφ46mmのエキザクタ・レアルマウント。フィルム巻き上げは一般的な右手で巻き上げるレバー式[56]だが、シャッターレリーズボタンはレンズマウント上部の左右２か所に設置されている[54]。シャッターは布幕フォーカルプレーン式[56]で、B、T、2-1/1000秒[56]。シャッターダイヤルは一軸不回転となった[54]。従来のスローガバナーと兼用だったセルフタイマーは独立した[56]。ファインダーは交換できるが後ろへスライドさせて抜く形式で、ヴァレックスとの互換性はない[56]。1967年版『世界のカメラ』はCdS素子のTTL露出計を内蔵したシャハト製アイレベルファインダー、トラヴェマートが用意されたとする[56]が、そこに写っている製品は図面から明らかにレアル用ではない[5]。ヴァレックスと比較してかなり扱いやすく改良されていたが、TTL露出計の搭載が見送られるなど当時の日本製一眼レフカメラ等と比較して大した魅力とはならず[54]、価格も高価（同機能のヴァレックスと比較して６割高[52]）だったたことから商業的には成功しなかった。クロムメッキモデル約850台、ブラックペイントモデル約150台[53]とわずかな台数しか製造されず、イハゲー・ウエストが自ら製造した唯一のカメラであることから、現在では珍品として蒐集の対象となっている[56]。
- エキザクタツインTL（Exakta Twin TL 、1970年発売[6]） - 西ドイツ国内の人件費・材料費等の物価高騰により日本のコシナから提供を受けたOEMモデル[6]。元のカメラはコシナHi-Lite。

### M42スクリューマウント
- エキザクタツインTL 42（Exakta Twin TL 42） - コシナから提供を受けたOEMモデル。エクサクタツインTLの売れ行きがあまりに悪かったため、マウントをユニバーサルなM42スクリューマウントに変更したもの[52]。
- エキザクタTL1000（Exakta TL1000、1976年発売）- 日本のペトリカメラのペトリFT1000のOEMモデル。M42スクリューマウント（プラクチカマウント）。
- エキザクタTL500（Exakta TL500、1976年発売[55]）- ペトリカメラから提供を受けたOEMモデル。
- エキザクタFE2000（Exakta FE2000、1978年発売[55]）- ペトリカメラのペトリFA-1のエキザクタブランドモデル。

### エキザクタマウント
- エキザクタEDX2(Exakta EDX2）- 日本の東京光学機械のトプコンRE200のエキザクタブランドモデル。
- エキザクタEDX3(Exakta EDX3）- 東京光学機械のトプコンRE300のエキザクタブランドモデル。

### エキザクタ・レアルマウントのレンズ
レンズマウントはφ46mmとエキザクタマウントよりも一回り大径化された内式自動絞り機構を備える専用バヨネットマウントで、シュナイダー・クロイツナッハ、アルベルト・シャハト・ウルムなどからレンズが供給された他、豊富なエキザクタマウントレンズを使用できるレンズ側に装着するタイプのマウントアダプターも販売された。
- エキザクター（Exaktar）50mmF1.8 - 自動絞り。5群6枚。エキザクタツインTL用の標準レンズ。日本製。
- S-トラヴェノン（S-Travenon）50mmF1.8[54] - アルベルト・シャハト・ウルム製[54]。
- クセノン（Xenon）50mmF1.9[6] - 開放測光[6]。